# Ca' Foscari

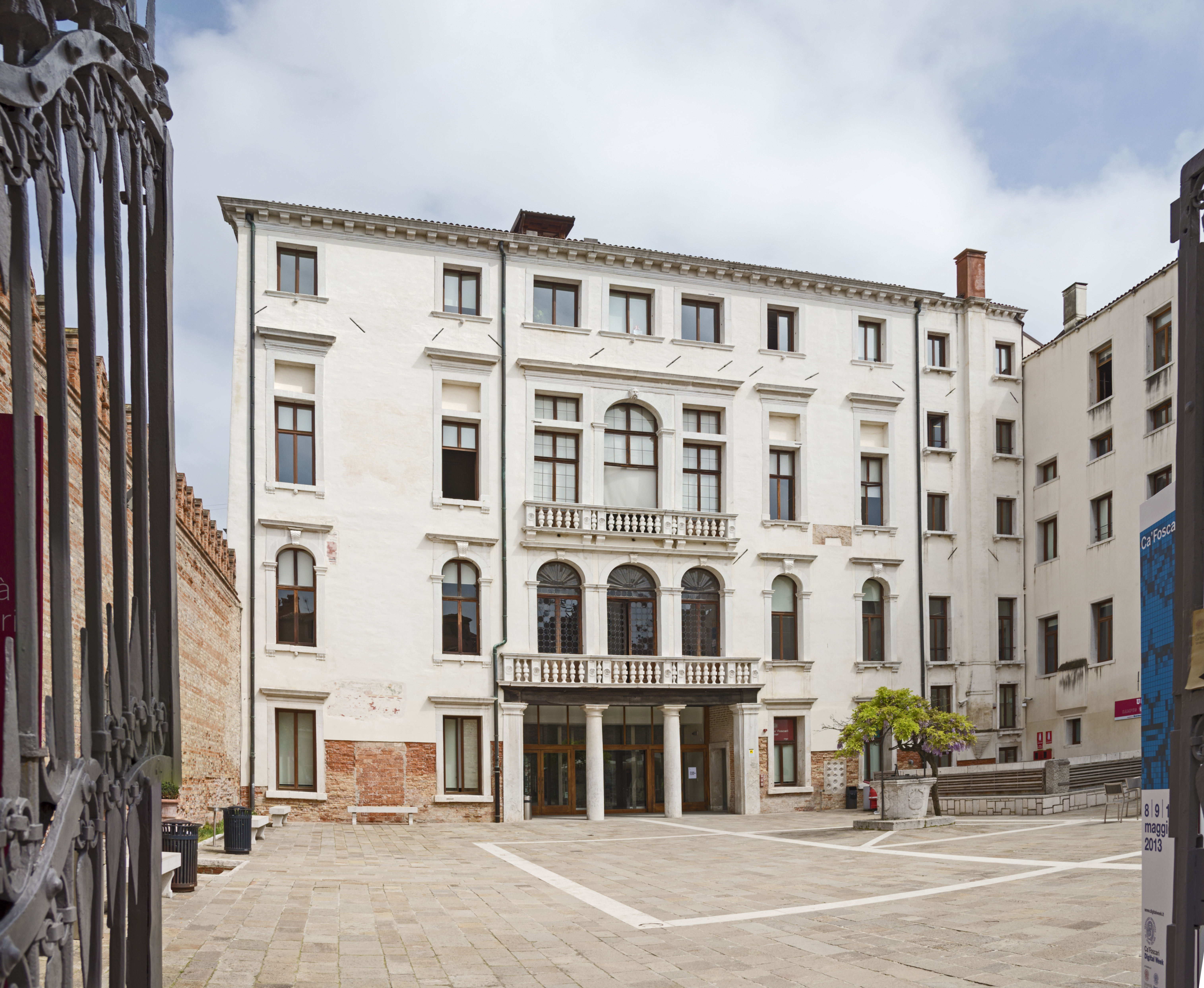
Deschidere către Calle Foscari

Ca’ Foscari, palat al familiei Foscari, este o clădire gotică pe malul lui Canal Grande, în Veneția. Construit în 1452 de către dogele Francesco Foscari, este în prezent sediul central al Universității Ca’ Foscari din Veneția.

## Casa celor două turnuri
Palatul Ca’ Foscari a fost construit în locul unei alte clădiri, un palat în stil bizantin numit „Casa celor două Turnuri”. Acest palat aparținea lui Bernardo Giustinian, care apoi l-a vândut Republicii Venețiene, în 1492. Mai apoi a devenit reședința vice-căpitanului republicii, Gianfrancesco Gonzaga, și a găzduit personaje ilustre, regi și diplomați. În 1439 a fost dat altui căpitan, Francesco Sforza. Acest palat a fost întodeauna folosit ca sediu al Republicii datorită poziției sale pe Canal Grande, în corespondența celei mai ample curbe (60 m). Din păcate, amândoi căpitanii au trădat republica, aliându-se cu Visconti, ducii din Milano.
În 1452 „Casa celor două turnuri” a fost vândută prin licitație dogelui Francesco Foscari. Dogele a ales această clădire pentru poziția sa pe Canal Grande și l-a chemat pe faimosul Bartolomeo Bon (cel care construise „Poarta Hârtiei” a Palatului Dogilor) să construiască în locul ei un palat în stil gotic venețian, care să sublinieze autoritatea dogelui. Construcția acestui nou palat a fost încheiată în 1457, an în care dogele Foscari a abdicat (șantajat de “Consiliul celor 10”) și s-a retras aici împreună cu familia sa. Francesco Foscari a trăit în palatul care îi poartă numele mai puțin de o săptămână înainte de moartea sa.

## Caracteristici arhitectonice
Ca’ Foscari este un exemplu tipic de reședință a nobililor și negustorilor venețieni: parterul era folosit pentru a depozita mărfurile, la primul și al doilea etaj, numite “etaje nobile”, se țineau balurile și tot aici se găseau camerele nobililor, ultimul etaj era al servitorilor. Arcadele centrale de la etajul doi sunt modelate cu grijă după aspectul lojei de la Palatul Dogilor. Structura clădirii este una dintre cele mai maiestuoase din Veneția, iar curtea sa este cea mai mare curte a unei case private (940 metri pătrați), a doua ca suprafață după cea a Palatului Dogilor. Deoarece comerțul era cea mai importantă activitate, intrarea se găsea pe fațada principală, cea de pe malul apei. Fațada principală a Palatului Foscari este caracterizată de o succesiune ritmică de arcuri și ferestre gotice, coloane care se termină cu decorații floreale, iar deasupra lor se găsește o friză de marmură. Această friză este singura din Veneția și celebrează importanța dogelui pentru Republica Venețiană prin simbolurile alegorice ale Leului Sfântului Marcu și a coifului tipic dogilor; de o parte și de alta se poate observa blazonul familiei Foscari format dintr-un scut ținut de doi îngeri, iar în colțul din stânga sus al scutului, din nou, Leul Sfântului Marcu.

## Diferențe între Casa Celor Două Turnuri și Ca’ Foscari
Funcția practică a palatelor venețiene era diferită de cea care le era atribuită în alte orașe ale Italiei. În acestă perioadă, nobilii venețieni nu își câștigau existența de pe urma pământului cultivabil ca și în celelalte orașe, ci de pe urma comerțului și a navigației. Așadar palatele lor se adaptau atât funcției de locuință, cât și celei de sediu al afacerilor pe mare. Caracteristicile principale ale acestor palate erau arcada și porticul de la parter, destinate încărcării și descărcării mărfurilor. Porticul ducea în sala festivă (destinată afacerilor și decorată cu armuri), avea magazii de o parte și de alta și o bucătărie în capăt. În curte se găsea fântâna și o scară externă care ducea spre etajele superioare.
De o parte se de alta a fațadei erau două turnuri. Acesta era aspectul pe care îl avea Casa celor Două Turnuri înainte ca dogele Francesco Foscari să decidă să o distrugă și apoi să o reconstruiască în stil gotic.

## Portalul
Portalul este astăzi intrarea principală a palatului Foscari și a fost restaurat în anul 2008 de către tinerii absolvenți ai universității. Acest portal din marmură, are formă dreptunghiulară, iar perimetrul său este decorat cu împletituri care amintesc corzile răsucite.
Deasupra portalului se găsește o lunetă, în interiorul căreia este reprezentat blazonul familiei Foscari. Acest blazon ocupă întreaga suprafață a lunetei (acesta este un caz deosebit, deoarece de obicei blazoanele ocupau doar o parte a suprafeței) și este format dintr-un scut central ținut de doi îngeri și un al treilea înger deasupra lor, sculptat în actul încoronării celorlalți doi. În colțul din stânga sus al scutului se poate observa Leul Sfântului Marcu ținând deschisă o carte, simbol al timpului de pace în care a fost construit portalul (dacă această carte ar fi fost închisă, cum se vede în alte ilustrații din Veneția, ar fi însemnat că fost construit în timp de război). Cei doi îngeri care țin scutul ar putea reprezenta nepoții dogelui sau pacea dintre Republica Veneția și Ducatul Milano (1454).
În 1797 Napoleon I interzice blazoanele, deci acestea vor fi eliminate sau ascunse; asta s-a întâmplat și în acest caz.

## Parterul
Parterul a fost restaurat de marele arhitect italian Carlo Scarpa în 1936. În acest an el a creat intrarea și peretele de sticlă, băncuțele (cu motivele în formă de “T” prezente în multe alte opere ale lui Scarpa, ca o semnătură a sa), balustrada scării și lămpile de sticlă.

## Peisajul de pe Canal Grande
Ca’ Foscari se găsește într-o poziție privilegiată pe Canal Grande, în curba sa cea mai largă (50 m). Această poziție a fost celebrată de marii pictori de peisaje venețiene, precum Canaletto.
În timpul Regatei (care se desfășoară în fiecare an în prima duminică a lunii septembrie) aici, chiar în fața intrării de pe malul canalului a palatului Foscari, se găsește o structură din lemn, plutitoare, numită “la machina”, de pe care autoritățile și juriul urmăresc întrecerea. Aici se găsește linia de sosire a regatei și tot aici are loc și premierea.

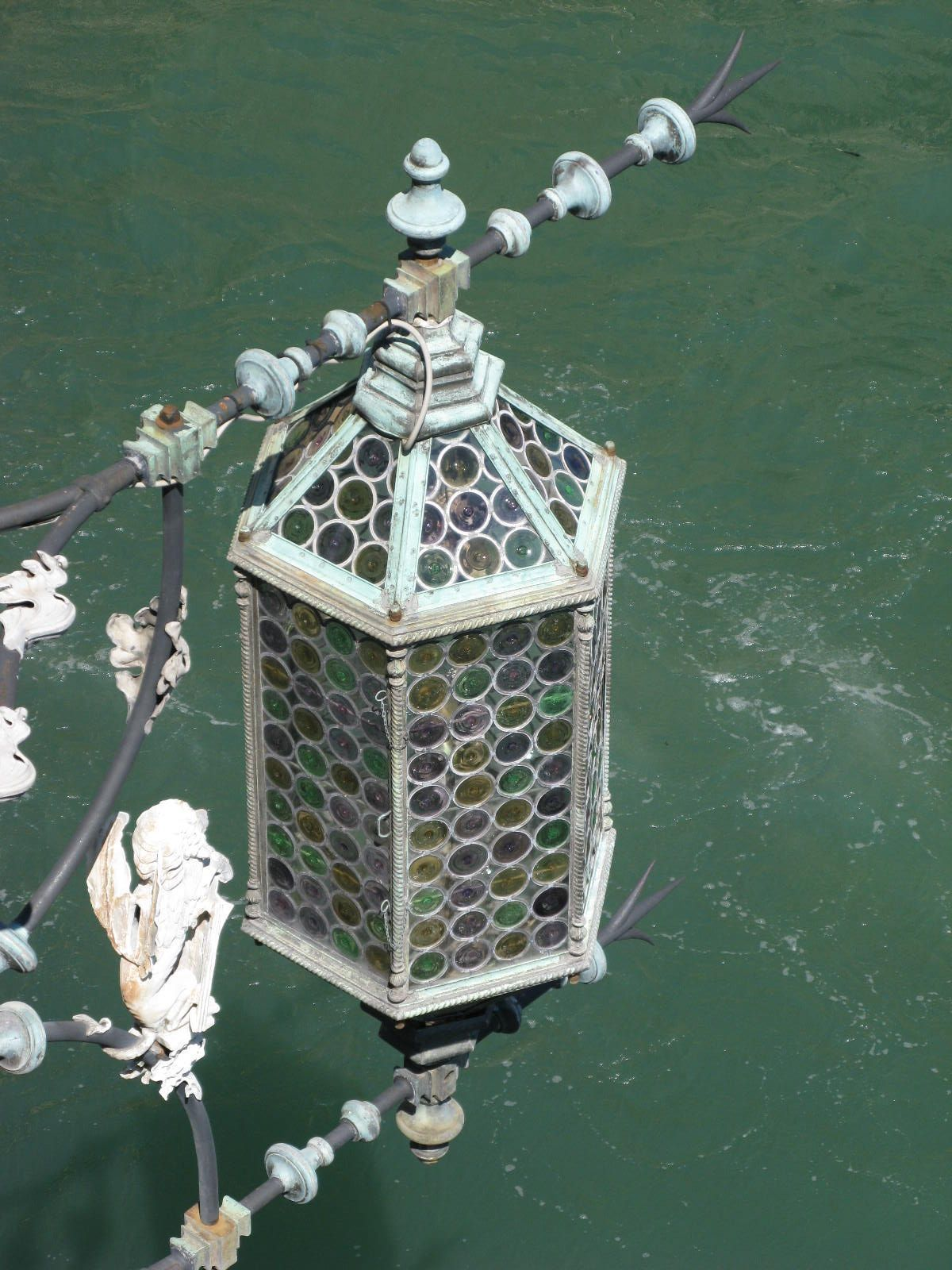
Ca' Foscari: felinar din secolul IXX

## Sala Baratto

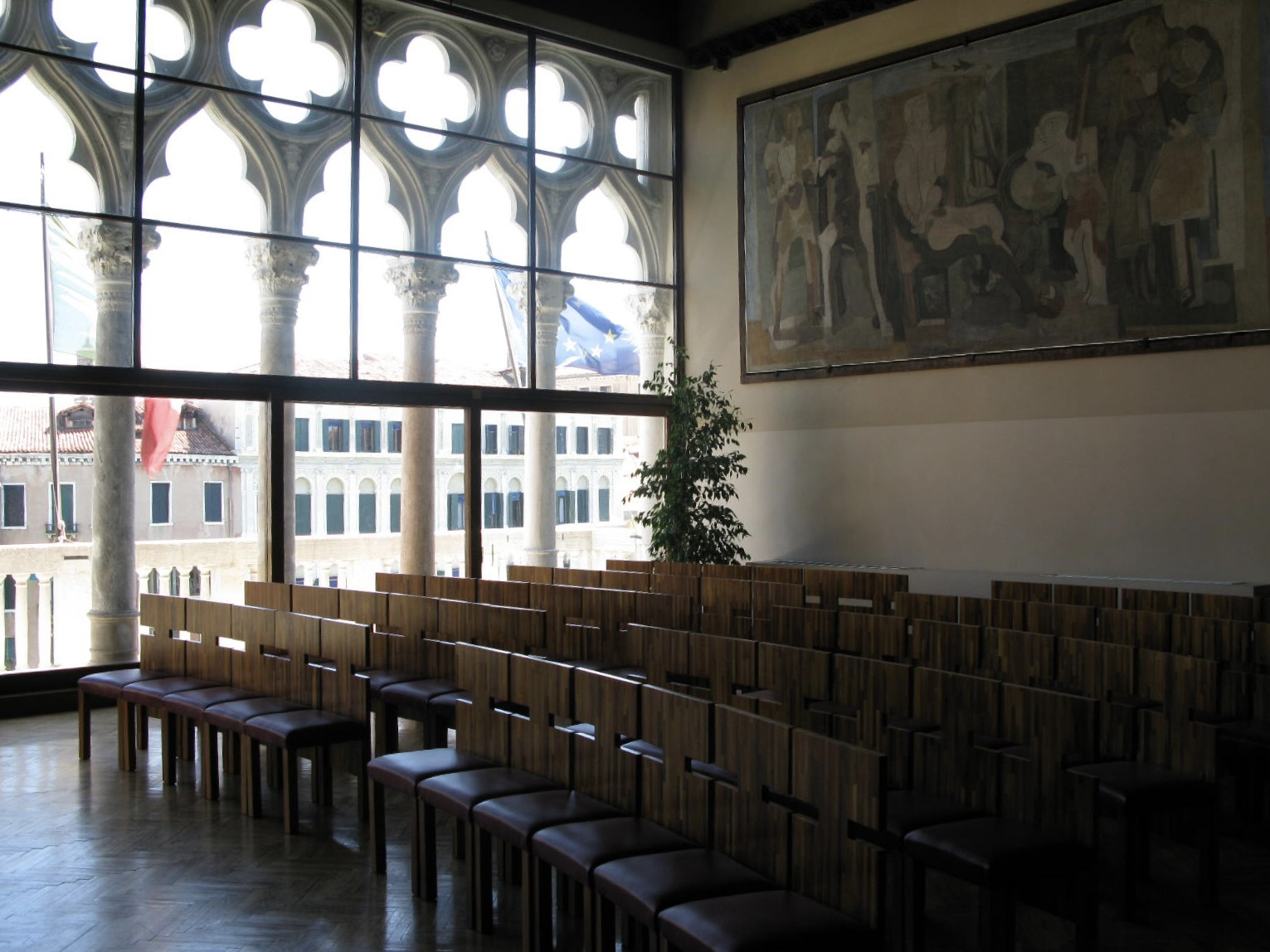
Sala Baratto

Sala festivă este dedicată profesorului Mario Baratto (profesor de literatură italiană, cu convingeri antifasciste, care a decedat în 1984) și se află la etajul al doilea al palatului. Cele mai relevante caracteristici ale sălii sunt:
- intervenția lui Carlo Scarpa (fereastra, podiumul din lemn (pe care se află catedra) și tribuna studenților)
- cele două fresce ale artiștilor Mario Sironi și Mario Deluigi (1936-1937)
- frumoasa priveliște către Canal Grande.

### Intervențiile lui Carlo Scarpa
În 1936 Carlo Scarpa a restaurat unele părți ale palatului, inclusiv sala festivă. În 1956 i s-a cerut să se întoarcă la Ca’ Foscari și să transforme sala festivă într-o sală de conferințe, iar cu această ocazie a creat interesanta cutie din sticlă și lemn care separa această sală de hol („boiserie”).

#### Prima intervenție

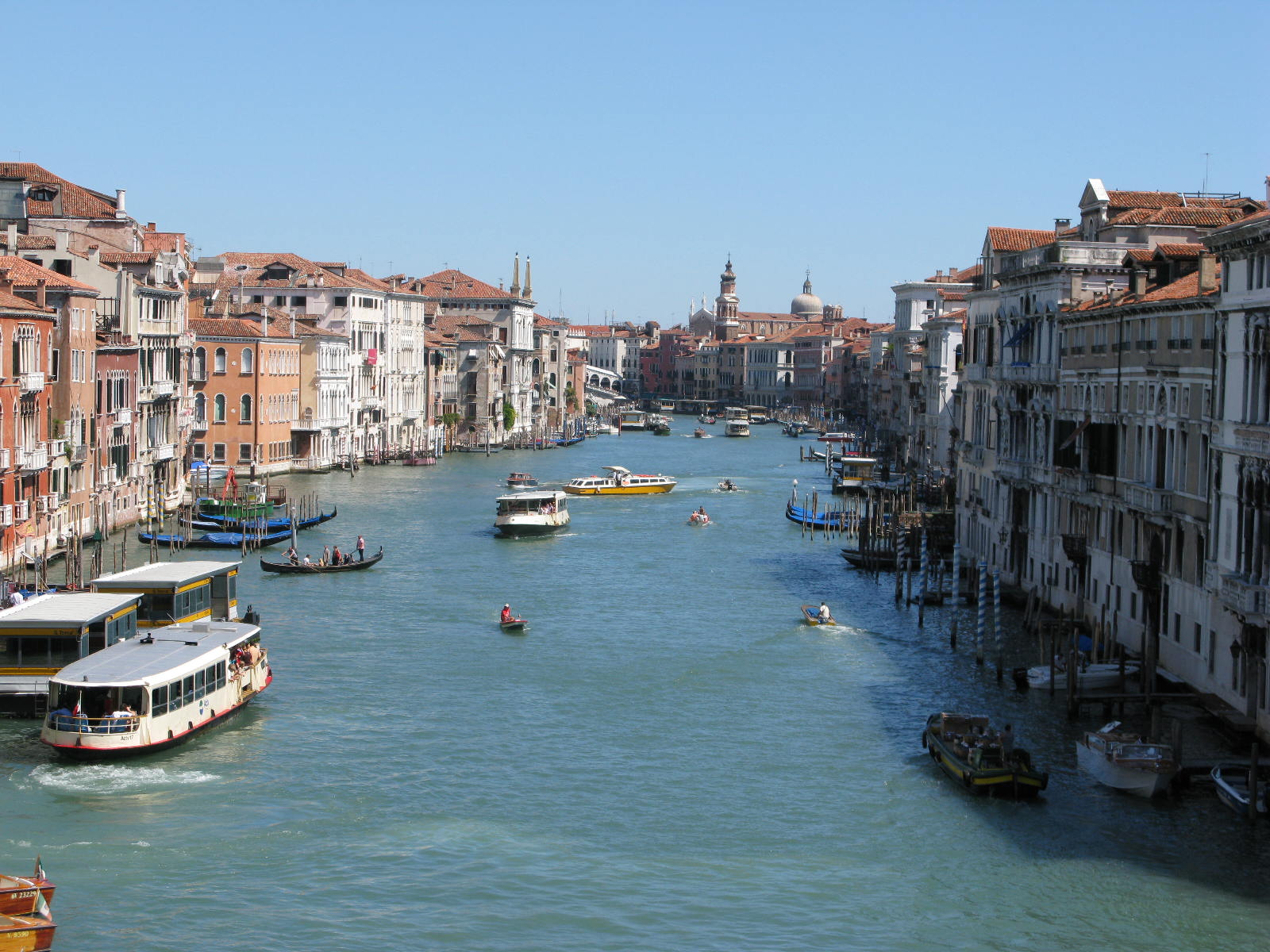
Ca'Foscari: Canal Grande, văzut din Sala Baratto

În 1936 Carlo Scarpa a fost chemat de către Agostino Lanzillo, directorul din acea perioadă, pentru a crea prima sală festivă a universității în locul Muzeului de Merceologie. Proiectul lui Carlo Scarpa pentru sala festivă includea:
- fereastra din dreptul octaforei
- podiumul cu dale mobile din lemn
- panoul de marmură cu inscripția în latină
- cele două piedestaluri din marmură pe care se găseau busturile lui Mussolini și al lui Victor Emanuel al III-lea al Italiei
- tribuna studenților

#### A doua intervenție
În 1956 s-a solicitat întoarcerea lui Carlo Scarpa la Ca’ Foscari pentru a transforma sala festivă în sală de conferințe. Scarpa a eliminat tribuna studenților și în locul ei a construit o interesantă structură cubică din sticlă și lemn, numită „boiserie”, care conectează, dar în același timp separă, sala de hol. Lemnul folosit pentru această structură a fost cel folosit pentru precedenta tribună, iar panourile acoperite cu cânepă se pot închide pentru a ascunde interiorul sălii. Când sunt închise subliniază forma ogivală a ferestrei gotice, punctul de reper din totdeauna al lui Carlo Scarpa.
Colaborând cu artizanii sticlei din Murano, el a analizat proprietățile plastice și artistice ale sticlei și astfel a creat uimitorul efect optic care reflectă octafora pe peretele de sticlă al noii sale structuri cubice, creând astfel un dialog între arhitectura exterioară și cea interioară, între cea antică și cea modernă.

### Fresce

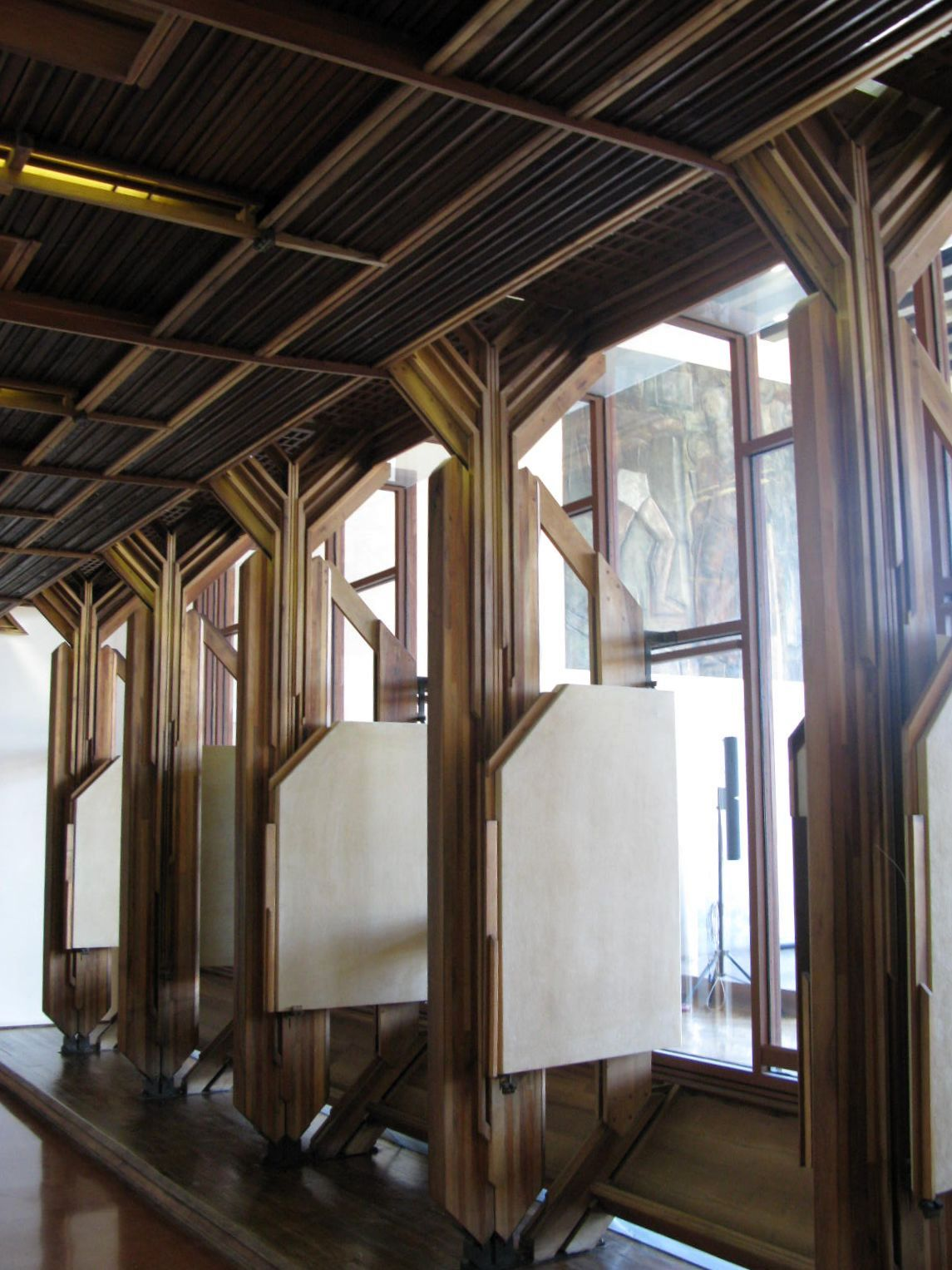
Ca' Foscari: Boiserie

#### Mario Sironi: „Veneția,Italiași studiile”
În 1936 Mario Sironi a fost chemat să decoreze sala festivă a universității Ca’ Foscari. Fresca sa prezintă o serie de figuri alegorice:
- Studentul atlet (simbolul Grupurilor Universitare Fasciste) ținând într-o mână o carte și în cealaltă o muschetă
- Leul Sfântului Marcu, simbol al Republicii Venețiene
- Capelele Bazilicii San Marco
- Alegoria Tehnicii (o femeie sprijinită pe o roată)
- Alegoria Medicinei (cu un caduceu in mână)
- Veneția (o femeie așezată pe tron, care arată o plăcuță cu fațada Palatului Foscari)
- Patria Mamă (simbolul victoriei Italiei împotriva Etiopiei, 1936)

#### Mario Deluigi: „Școala”
Mario Deluigi a fost un bun prieten al lui Carlo Scarpa; amândoi au absolvit Academia de Artă din Veneția și au colaborat la realizarea mai multor opere. A fost asistentul lui Arturo Martini la Academia din Veneția, apoi a devenit profesor de scenografie la Universitatea IUAV din Veneția. Mario Deluigi a fost chemat la Palatul Ca’ Foscari pentru a decora o sală a primului etaj, iar opera sa a fost succesiv mutată la etajul doi, în sala festivă Baratto.
Din punct de vedere stilistic, Deluigi a abordat treptat diferite stiluri, trecând dincolo de cubism în 1936. Această frescă, „Școala”, este una dintre ultimele sale opere figurative: figura centrală reprezintă filozoful gânditor, profesorul, înconjurat de elevii săi. De asemenea, în această operă se poate observa și faptul că Deluigi a făcut un pas dincolo de cubism, introducând o a treia dimensiune. În anii 1950 Deluigi a aderat la curentul abstractist.

## Ultima renovare

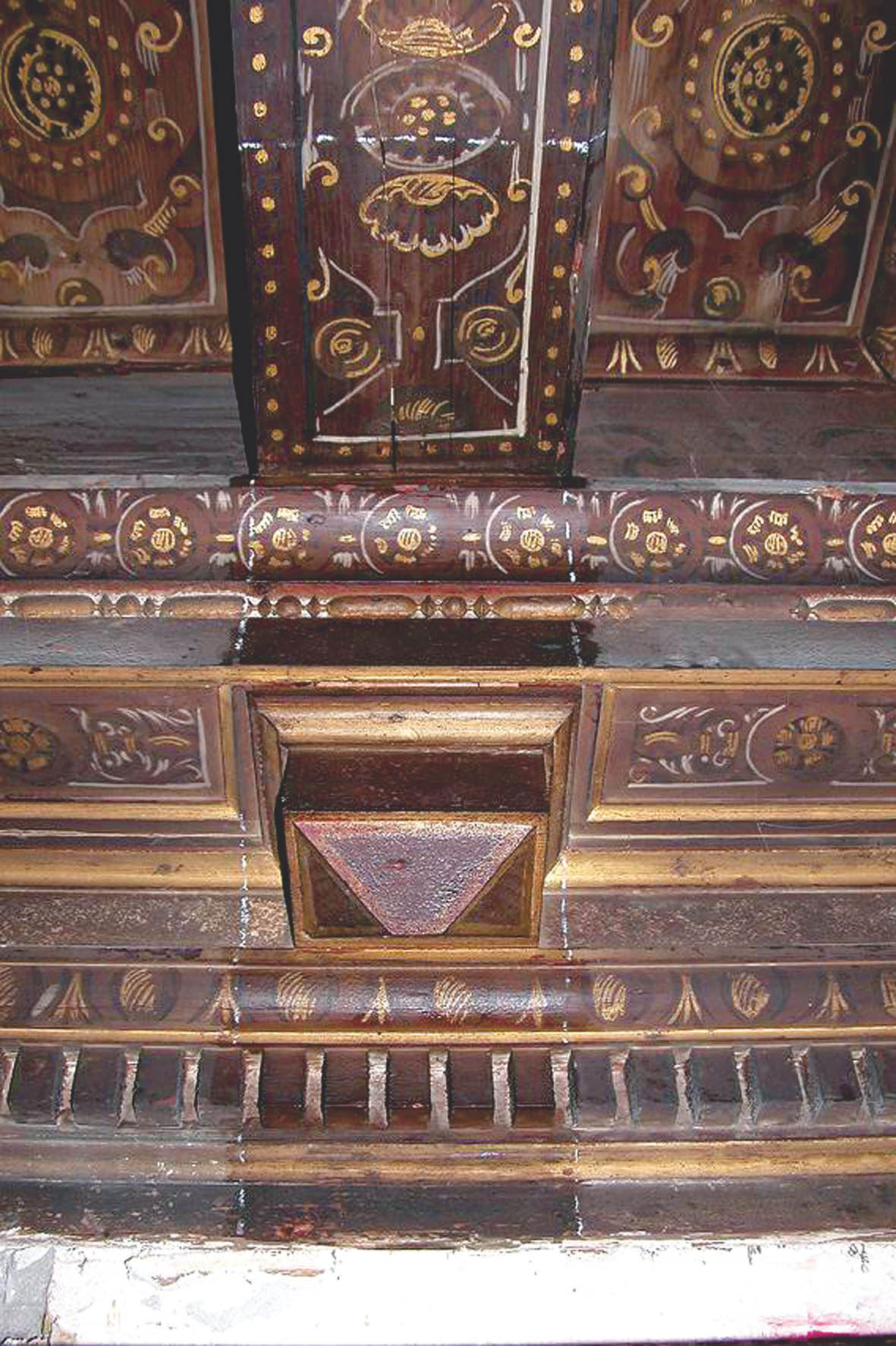
Ca' Foscari: Decoraţiile tavanului din secolul al XVI-lea

Ultima renovare a palatelor Foscari și Giustinian (2004-2006) a fost încredințată firmei SACAIM, urmărindu-se adaptarea clădirile normelor de siguranță și funcționalitate, respectând în același timp structura lor antică.